# 禁忌星球

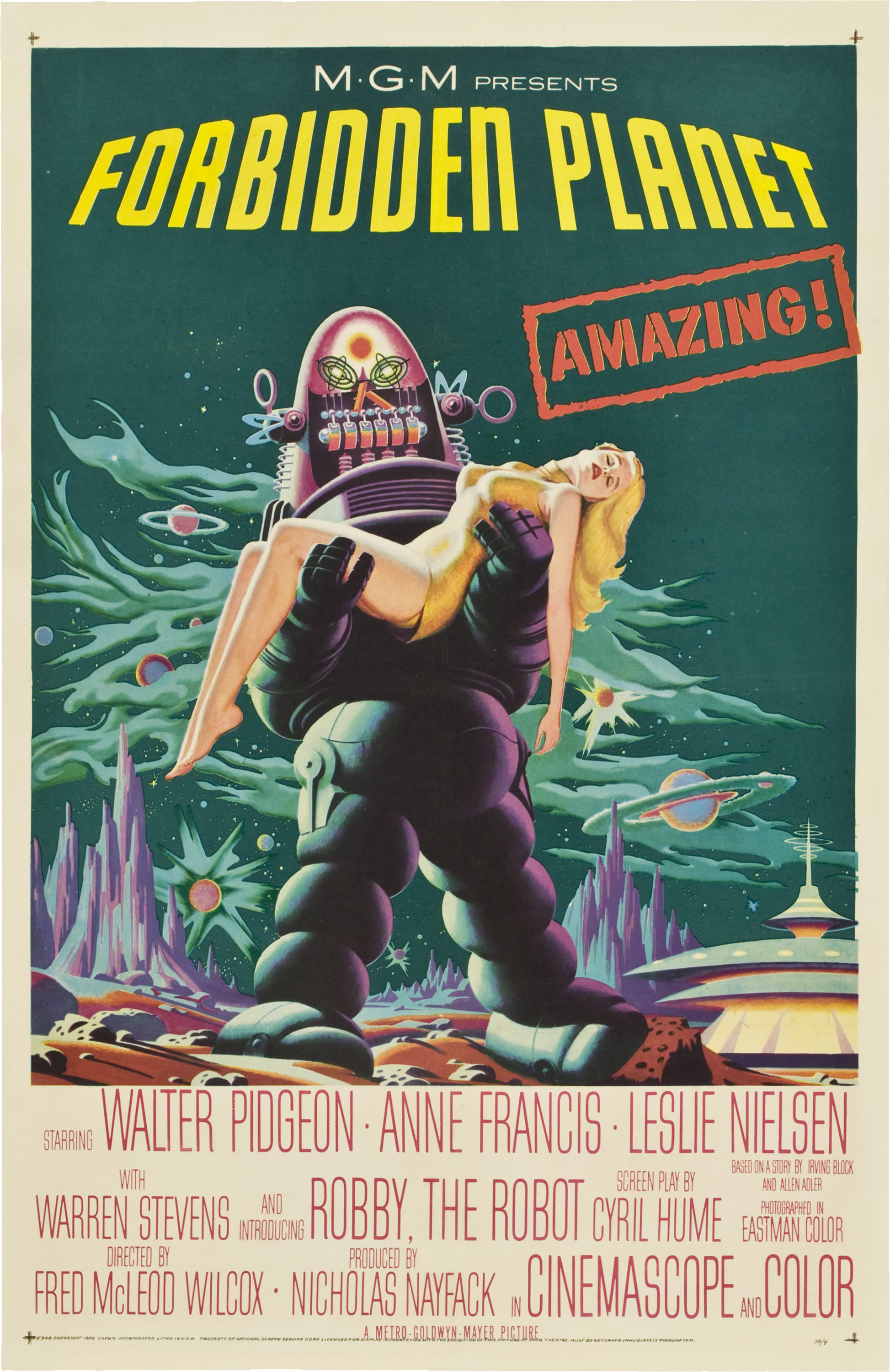
《禁忌星球》海報

《禁忌星球》（英語：Forbidden Planet）是1956年美国的一部科幻电影。

## 介绍
在2200年，地球的太空人登陆到一颗行星，发现那里有发生灾难幸存医生和他的女儿活着。当他们计划将两人带回地球时，一个怪物对他们发动攻击。